# 特勞特瓦利 (新墨西哥州)
特勞特瓦利（英語：Trout Valley）是位於美國新墨西哥州格蘭特縣的普查規定居民點。

## 人口
根據2020年美國人口普查的數據，特勞特瓦利的面積為0.47平方千米，皆為陸地。當地共有人口7人，而人口密度為每平方千米14.89人。